# Ptilothyris aglaocrossa
Ptilothyris aglaocrossa är en fjärilsart som beskrevs av Edward Meyrick 1935. Ptilothyris aglaocrossa ingår i släktet Ptilothyris och familjen Lecithoceridae. Inga underarter finns listade i Catalogue of Life.